# Béla Guttmann
Béla Guttmann (n. 27 ianuarie 1899, Budapesta, Austro-Ungaria – d. 28 august 1981, Viena, Austria) a fost un fotbalist și antrenor maghiar de fotbal. Ca fotbalist a jucat la câteva cluburi și la echipa națională de fotbal a Ungariei. Guttmann este mai mult cunoscut pentru activitatea sa de antrenor, conducând echipe ca AC Milan, São Paulo FC, FC Porto, Benfica, C.A. Peñarol și Maccabi București. Cel mai mare succes l-a avut cu Benfica, pe care a condus-o spre cucerirea a două Cupe Europene în 1960–61 și 1961–62. A fost evreu și a fost deportat de către naziști într-un lagăr de muncă, fiind supraviețuitor al Holocaustului.
Alături de Márton Bukovi și Gusztáv Sebes, Guttmann a format triumviratul antrenorilor maghiari radicali, care au introdus schema 4–2–4 în fotbal și de asemenea el este considerat a fi mentorul lui Eusébio.

## Carieră

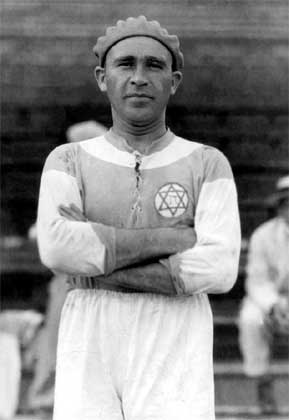
Bela Guttmann la Hakoah Viena, în 1925

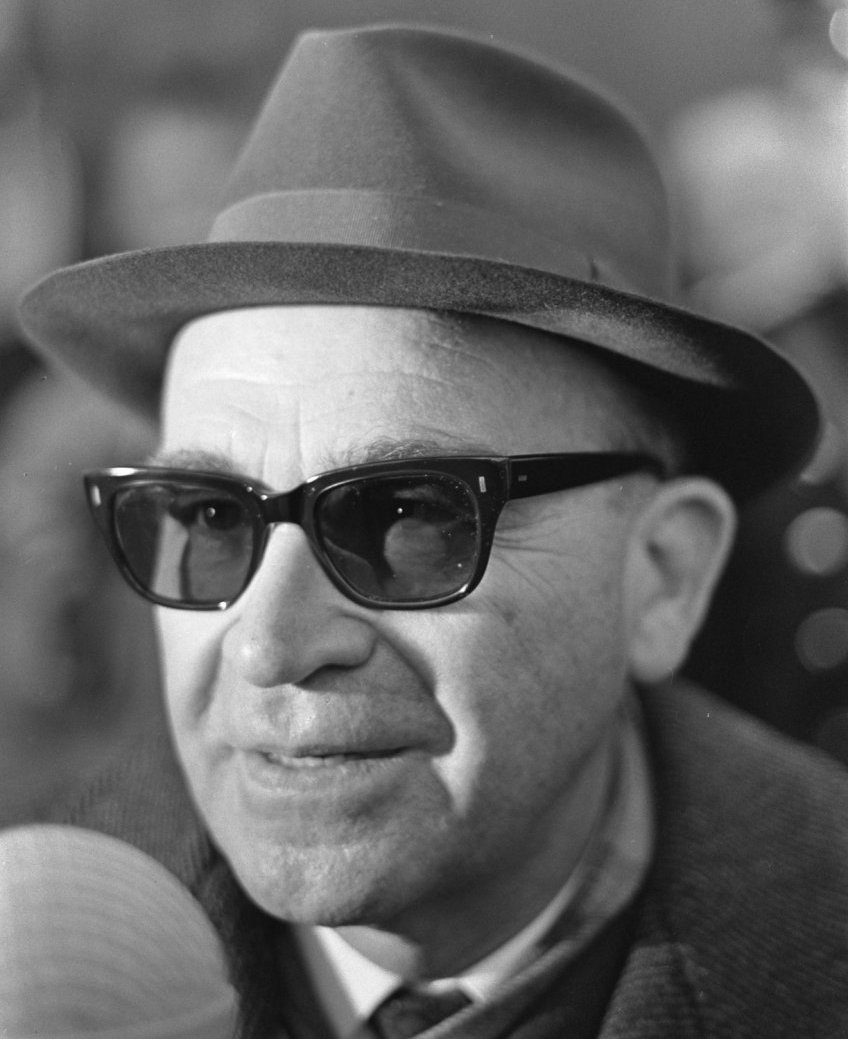
Béla Guttmann în 1966

### Portugalia
În 1958, Guttmann a venit în Portugalia, unde urma să petreacă cea mai de succes perioadă din cariera sa. A preluat echipa FC Porto și a câștigat chiar din primul sezon Campionatul Portugaliei în 1959. La finele sezonului el a trecut la echipa rivală Benfica. Aici el a demis imediat 20 de jucători seniori, promovând în schimb jucători de la echipa de tineret.
Sub conducerea lui Béla Guttmann, Benfica a câștigat campionatul Portugaliei în 1960 și 1961, și Cupa Campionilor Europeni în două ediții la rând - 1960–61 și 1961–62. În 1961 Benfica a învins Barcelona cu 3–2 în finală, iar în 1962 ea și-a apărat titlul, reușind să revină de la scorul de 2–0 și 3–2, ca într-un final s-o învingă pe Real Madrid cu 5–3.
În această perioadă la Benfica a evoluat și renumitul Eusébio. Legenda spune că Guttmann a semnat cu Eusébio după o întâlnire întâmplătoare într-o frizerie. Așezat lângă Guttman era José Carlos Bauer, unul din succesorii săi la São Paulo. Echipa braziliană era atunci într-un turneu în Portugalia. Bauer a menționat un jucător remarcabil pe care el l-a văzut în timpul unui turneu în Mozambic. Eusébio de asemenea atrase interesul celor de la Sporting Lisabona. Guttman a acționat rapid și l-a transferat pe puștiul de 19 ani la Benfica.
După Finala Cupei Campionilor Europeni 1962, Guttmann s-a apropiat de consiliul de directori ai lui Benfica, cerând o majorare de salariu. Totuși, în pofida succesului obținut de club datorită lui, majorarea i s-a refuzat. Părăsind Benfica, Guttman ar fi blestemat clubul, declarând "Nici în o sută de ani de acum încolo, Benfica fără mine nu va fi campioană a Europei". De atunci Benfica a pierdut consecutiv toate cele opt finale europene în care a jucat, inclusiv 5 finale ale Cupei Campionilor Europeni (1963, 1965, 1968, 1988 și 1990), și trei finale de Cupa UEFA/UEFA Europa League (1983, 2013 și 2014).	
Înainte de finala din 1990, care s-a jucat în Viena, unde Guttmann a fost îngropat, Eusébio chiar s-a rugat la mormântul său și a cerut ca blestemul să fie rupt.
Pentru a sărbători cea de-a 110-a aniversare a lui Benfica, o statuie a lui Béla Guttman ținând cele două Cupe Europene ale sale a fost dezvelită. Statuia realizată de sculptorul maghiar László Szatmári Juhos a fost plasată la ușa 18 a arenei Estádio da Luz.

## Palmares

### Ca jucător
MTK Hungária FC
- Prima Ligă a Ungariei (2): 1919–20, 1920–21

SC Hakoah Wien
- Bundesliga Austriacă (1): 1924–25

New York Hakoah
- National Challenge Cup (1): 1929

### Ca antrenor
Újpest FC/Újpesti TE
- Prima Ligă a Ungariei (2): 1938–39, 1946–47
- Cupa Mitropa (1): 1939

São Paulo
- Campeonato Paulista (1): 1957

Porto
- Campionatul Portugaliei (1): 1958–59

Benfica
- Cupa Campionilor Europeni (2): 1960–61, 1961–62
- Campionatul Portugaliei (2): 1959–60, 1960–61
- Cupa Portugaliei (1): 1961–62

C.A. Peñarol
- Primera División de Uruguay (1): 1953 (a antrenat la începutul sezonului)

## Legături externe
- Materiale media legate de Béla Guttmann la Wikimedia Commons
- Guttmann at United States Soccer Hall of Fame
- Guttmann at www.jewsinsports.org
- Guttmann at www.jewishsports.net Arhivat în 14 martie 2012, la Wayback Machine.
- A Guttmann these days is hard to find by Jonathan Wilson
- Unofficial International Appearance
- UEFA biography Arhivat în 8 aprilie 2006, la Wayback Machine.
- Biographical article on Guttmann, Bremen University (in German)